# Bordertown (2016)
Bordertown (originele titel Sorjonen) is een Finse tv-misdaadserie. De serie werd voor het eerst uitgezonden op 16 oktober 2016 door de Finse zender Yle TV1. Bordertown werd verkocht aan onder andere België, Duitsland, Frankrijk en de VS. Op 7 februari 2017 startte de serie op de Belgische zender Canvas. Sinds 31 maart 2017 is de serie onder de naam Sorjonen onder meer in Nederland op Netflix te zien. 
Ongeveer één miljoen mensen in Finland zagen de eerste aflevering. Dit is ongeveer een vijfde van de gehele Finse bevolking.

## Verhaallijn
Topdetective bij de Finse Nationale Opsporingsbrigade Kari Sorjonen verhuist met zijn vrouw Pauliina en zijn dochter Janina naar Lappeenranta, een stadje dicht bij de Fins-Russische grens, om rust te zoeken en zo meer tijd met zijn familie door te kunnen brengen. Hij neemt hier een nieuwe baan bij de afdeling zware criminaliteit van de plaatselijke politie. In deze functie krijgt hij te maken met verschillende moordzaken.

## Rolverdeling
| Acteur             | Personage         |
| ------------------ | ----------------- |
| Ville Virtanen     | Kari Sorjonen     |
| Matleena Kuusniemi | Pauliina Sorjonen |
| Anu Sinisalo       | Lena Jaakkola     |
| Lenita Susi        | Katia Jaakkola    |
| Kristiina Halttu   | Taina Perttula    |
| Olivia Ainali      | Janina Sorjonen   |
| Ilkka Villi        | Niko Uusitalo     |
| Niina Nurminen     | Johanna Metso     |
| Laura Malmivaara   | Anneli Ahola      |
| Mikko Leppilampi   | Mikael Ahola      |
| Janne Virtanen     | Robert Degerman   |
| Max Bremer         | Hannu-Pekka Lund  |

## Afleveringen

### Seizoen 1 (2016)
| Nr. | Aflevering | Titel                                                | Regisseur       | Schrijver(s)                                              | Originele uitzenddatum |  |
| --- | ---------- | ---------------------------------------------------- | --------------- | --------------------------------------------------------- | ---------------------- |  |
| 1   | 1          | Het poppenhuis, Deel 1 (Nukkekoti, osa 1)            | Miikko Oikkonen | Miikko Oikkonen, Atro Lahtela, Matti Laine, Antti Pesonen | 16 oktober 2016        |  |
| 2   | 2          | Het poppenhuis, Deel 2 (Nukkekoti, osa 2)            | Miikko Oikkonen | Miikko Oikkonen, Atro Lahtela, Matti Laine, Antti Pesonen | 23 oktober 2016        |  |
| 3   | 3          | Het poppenhuis, Deel 3 (Nukkekoti, osa 3)            | Miikko Oikkonen | Miikko Oikkonen, Atro Lahtela, Matti Laine, Antti Pesonen | 30 oktober 2016        |  |
| 4   | 4          | Libellen, Deel 1 (Sudenkorennot, osa 1)              | Jyri Kähönen    | Miikko Oikkonen, Matti Laine, Atro Lahtela, Antti Pesonen | 6 november 2016        |  |
| 5   | 5          | Libellen, Deel 2 (Sudenkorennot, osa 2)              | Jyri Kähönen    | Miikko Oikkonen, Matti Laine, Atro Lahtela, Antti Pesonen | 13 november 2016       |  |
| 6   | 6          | Woede, Deel 1 (Raivotar, osa 1)                      | Jyri Kähönen    | Miikko Oikkonen, Antti Pesonen, Matti Laine, Atro Lahtela | 20 november 2016       |  |
| 7   | 7          | Woede, Deel 2 (Raivotar, osa 2)                      | Jyri Kähönen    | Miikko Oikkonen, Antti Pesonen, Matti Laine, Atro Lahtela | 27 november 2016       |  |
| 8   | 8          | De dame in het meer, Deel 1 (Nainen järvessä, osa 1) | Juuso Syrjä     | Miikko Oikkonen, Atro Lahtela, Antti Pesonen, Matti Laine | 4 december 2016        |  |
| 9   | 9          | De dame in het meer, Deel 2 (Nainen järvessä, osa 2) | Juuso Syrjä     | Miikko Oikkonen, Atro Lahtela, Antti Pesonen, Matti Laine | 11 december 2016       |  |
| 10  | 10         | Het eindspel, Deel 1 (Loppupeli, osa 1)              | Juuso Syrjä     | Miikko Oikkonen, Antti Pesonen, Atro Lahtela, Matti Laine | 18 december 2016       |  |
| 11  | 11         | Het eindspel, Deel 2 (Loppupeli, osa 2)              | Juuso Syrjä     | Miikko Oikkonen, Antti Pesonen, Atro Lahtela, Matti Laine | 25 december 2016       |  |

### Seizoen 2 (2018)
| Nr. | Aflevering | Titel                                                       | Regisseur                 | Schrijver(s)                   | Originele uitzenddatum |  |
| --- | ---------- | ----------------------------------------------------------- | ------------------------- | ------------------------------ | ---------------------- |  |
| 12  | 1          | Vijfvingeroefening, Deel 1 (Viiden sormen harjoitus, osa 1) | Jyri Kähönen              | Miikko Oikkonen                | 7 oktober 2018         |  |
| 13  | 2          | Vijfvingeroefening, Deel 2 (Viiden sormen harjoitus, osa 2) | Jyri Kähönen              | Miikko Oikkonen                | 14 oktober 2018        |  |
| 14  | 3          | Le Sacre du Printemps, Deel 1 (Kevätuhri, osa 1)            | Jyri Kähönen, Juuso Syrjä | Paula Mononen, Miikko Oikkonen | 21 oktober 2018        |  |
| 15  | 4          | Le Sacre du Printemps, Deel 2 (Kevätuhri, osa 2)            | Jyri Kähönen, Juuso Syrjä | Paula Mononen, Miikko Oikkonen | 28 oktober 2018        |  |
| 16  | 5          | Trouwfiguren, Deel 1 (Kissan kehto, osa 1)                  | Juuso Syrjä               | Miikko Oikkonen                | 4 november 2018        |  |
| 17  | 6          | Trouwfiguren, Deel 2 (Kissan kehto, osa 2)                  | Juuso Syrjä               | Miikko Oikkonen                | 11 november 2018       |  |
| 18  | 7          | Het bloedmeisje, Deel 1 (Verenneito, osa 1)                 | Juuso Syrjä               | Miikko Oikkonen                | 18 november 2018       |  |
| 19  | 8          | Het bloedmeisje, Deel 2 (Verenneito, osa 2)                 | Juuso Syrjä               | Miikko Oikkonen                | 25 november 2018       |  |
| 20  | 9          | Zonder schaduw, Deel 1 (Varjoa vailla, osa 1)               | Jyri Kähönen              | Paula Mononen, Miikko Oikkonen | 2 december 2018        |  |
| 21  | 10         | Zonder schaduw, Deel 2 (Varjoa vailla, osa 2)               | Jyri Kähönen              | Paula Mononen, Miikko Oikkonen | 9 december 2018        |  |

### Seizoen 3 (2019-2020)
| Nr. | Aflevering | Titel                                                   | Regisseur        | Schrijver(s)                     | Originele uitzenddatum |  |
| --- | ---------- | ------------------------------------------------------- | ---------------- | -------------------------------- | ---------------------- |  |
| 22  | 1          | De menselijke smet (Ihmisen tahra)                      | Marko Mäkilaakso | Miikko Oikkonen                  | 1 december 2019        |  |
| 23  | 2          | Het beest in de mens, Deel 1 (Ihmispeto, osa 1)         | Juuso Syrjä      | Miikko Oikkonen, Sanna Reinumägi | 8 december 2019        |  |
| 24  | 3          | Het beest in de mens, Deel 2 (Ihmispeto, osa 2)         | Juuso Syrjä      | Miikko Oikkonen, Sanna Reinumägi | 15 december 2019       |  |
| 25  | 4          | Zonen en minnaars, Deel 1 (Poikia ja rakastajia, osa 1) | Jussi Hiltunen   | Miikko Oikkonen                  | 22 december 2019       |  |
| 26  | 5          | Zonen en minnaars, Deel 2 (Poikia ja rakastajia, osa 2) | Jussi Hiltunen   | Miikko Oikkonen                  | 29 december 2019       |  |
| 27  | 6          | Zonen en minnaars, Deel 3 (Poikia ja rakastajia, osa 3) | Jussi Hiltunen   | Miikko Oikkonen                  | 5 januari 2020         |  |
| 28  | 7          | De dame in de spiegel, Deel 1 (Nainen peilissä, osa 1)  | Marko Mäkilaakso | Paula Mononen, Miikko Oikkonen   | 12 januari 2020        |  |
| 29  | 8          | De dame in de spiegel, Deel 2 (Nainen peilissä, osa 2)  | Marko Mäkilaakso | Paula Mononen, Miikko Oikkonen   | 19 januari 2020        |  |
| 30  | 9          | Schaaknovelle, Deel 1 (Shakkitarina, osa 1)             | Juuso Syrjä      | Paula Mononen, Miikko Oikkonen   | 26 januari 2020        |  |
| 31  | 10         | Schaaknovelle, Deel 2 (Shakkitarina, osa 2)             | Juuso Syrjä      | Paula Mononen, Miikko Oikkonen   | 2 februari 2020        |  |

## Prijzen
Bordertown won in januari 2017 een Gouden Venla, een Finse televisieprijs, in de categorie beste dramaserie. Daarnaast kregen twee acteurs ieder een Gouden Venla voor hun rollen in deze serie: Ville Virtanen voor beste acteur en Anu Sinisalo voor beste actrice.